# Свенссон, Курт
Курт Свенссон (швед. Kurt (Curt) Svensson; 15 апреля 1927, Скепшульт — 11 июля 2016, Треслёвслеге) — шведский футболист, полузащитник. Входит в сборную лучших игроков клуба «Хальмия» за историю команды с 1940-х до настоящего времени.

## Карьера
Начал карьеру в клубе «Хальмия» в 1945 году. Он выступал за клуб до 1950 года, проведя за в составе команды 240 матчей. Затем (1950—1953) играл за «Варберг».
Был отобран в качестве игрока сборной на чемпионат мира по футболу в Уругвае (1950), на котором Швеция стала бронзовым призёром, однако на поле не выходил, оставаясь запасным игроком.
По завершении карьеры работал тренером. В 1974 г. вывел клуб IF Norvalla из четвёртого в третий дивизион национального первенства.

## Личная жизнь
Свенссон был женат на Энн-Маргарет. У них было несколько детей и внуков.